# Riccardo Carapellese
Riccardo Carapellese (* 1. Juli 1922 in Cerignola; † 20. Oktober 1995 in Rapallo) war ein italienischer Fußballspieler und -trainer.

## Karriere

### Vereinskarriere
Riccardo Carapellese, geboren 1922 in Cerignola in der Provinz Foggia in Apulien, begann mit dem Fußballspielen beim AC Spezia. Bei dem Verein aus der gleichnamigen Stadt in Ligurien spielte er eine Saison in der Serie B und erzielte in neunzehn Ligaspielen drei Tore. Nach der Saison 1942/43 wurde der Ligabetrieb in Italien aufgrund des Zweiten Weltkrieges unterbrochen und so kam Carapellese erst 1945 wieder zu offiziellen Spielen. 1945/46 spielte er ein Jahr lang beim FC Como, ehe er sich dem Renommierclub AC Mailand anschloss. Gleich in seiner ersten Spielzeit bei Milan wurde er mit zwanzig Saisontoren zweitbester Torschütze seiner Mannschaft wurde, einzig hinter dem gebürtigen Uruguayer Ettore Puricelli, der 21 Tore machte. In der Tabelle wurde er mit Milan Vierter. Nachdem die Saison 1947/48 nicht gerade die des Riccardo Carapellese gewesen war, spielte er 1948/49 wieder besser und belegte mit achtzehn erzielten Toren den fünften Platz in der Liste der besten Torschützen. Außerdem verhalf er seinem Verein dabei zum Erreichen des dritten Tabellenplatzes.
Anfang Mai 1949 ereignete sich der Flugunfall von Superga, bei dem nahezu die gesamten Mannschaft der großen Mannschaften des AC Turin, dem Grande Torino, der den italienischen Fußball der letzten Jahre dominiert hatte, mit Ausnahme von Sauro Tomà, der sich nicht an Bord der Unfallmaschine befand, ums Leben kam. Nach dem Unfall war Carapellese einer derer, die am Wiederaufbau des AC Turin mithalfen und schloss sich zur Saison 1949/50 dem Verein an. Man spielte eine den Umständen entsprechend gute Saison und landete am Ende auf dem sechsten Tabellenplatz. Auch in der Folgesaison trug er das Trikot von Torino und konnte den Abstieg in die Serie B durch einen siebzehnten Platz, nur zwei Zähler vor dem ersten Absteiger AS Rom, nur knapp verhindern. Nachdem er eine weitere Saison mit dem AC Turin im unteren Drittel der Serie A abgeschlossen hatte, wechselte Riccardo Carapellese zum Lokalrivalen Juventus Turin, mit dem er 1952/53 Vizemeister hinter Ambrosiana-Inter wurde, allerdings nur neun Saisontore erzielen konnte.
1953 ging Riccardo Carapellese zum Aufsteiger CFC Genua. Für die Norditaliener spielte er bis ins Jahr 1957 und machte insgesamt 94 Spielen (22 Tore) im Ligabetrieb. Große Erfolge gelangen jedoch nicht. Der ehemalige Rekordmeister aus Zeiten vor dem Ersten Weltkrieg konnte maximal Mittelfeldplätze erreichen, aber auch stets den Klassenerhalt feiern. 1957 unterschrieb Carapellese einen Vertrag beim Zweitligisten Catania Calcio auf Sizilien. Im Trikot von Catania beendete er 1959 seine aktive Karriere und wurde Trainer, er coachte insgesamt drei Clubs. Doch sowohl mit SS Ternana, als auch beim US Salernitana und beim AC Savoia 1908 blieben ihm großartige Erfolge verwehrt.

### Nationalmannschaft
Riccardo Carapellese kam zwischen 1957 und 1956 zu 16 Länderspielen für die italienische Fußballnationalmannschaft, in denen ihm zehn Tore gelangen. Sein Debüt gab Carapellese 1947 bei einem Freundschaftsspiel gegen Österreich, das mit einer 1:5-Niederlage endete. 1950 wurde er von Italiens Nationaltrainer Ferruccio Novo ins Aufgebot für die Fußball-Weltmeisterschaft in Brasilien berufen. Carapellese führte das durch den Flugzeugabsturz stark geschwächte italienische Team – der Grande Torino hatte einen erheblichen Teil der Nationalmannschaft gestellt – als Kapitän an und wurde in beiden Spielen seiner Mannschaft eingesetzt, ihm gelangen zwei Tore während des Turniers. Sowohl im Auftaktspiel des als amtierender Weltmeister angetreten italienischen Teams gegen Schwedens Amateure, der schwedische Verband erlaubte damals noch keine Profispieler im Nationalteam, (2:3) als auch beim zweiten Gruppenspiel gegen Paraguay (2:0) erzielte er den ersten Treffer des Spiels. Diese beiden Turniertore konnten das Ausscheiden Italiens nach der Vorrunde jedoch nicht verhindern.